# Корильяно-д'Отранто
Корильяно-д'Отранто (італ. Corigliano d'Otranto, сиц. Corianu) — муніципалітет в Італії, у регіоні Апулія, провінція Лечче.
Корильяно-д'Отранто розташоване на відстані близько 520 км на схід від Рима, 160 км на південний схід від Барі, 22 км на південь від Лечче.

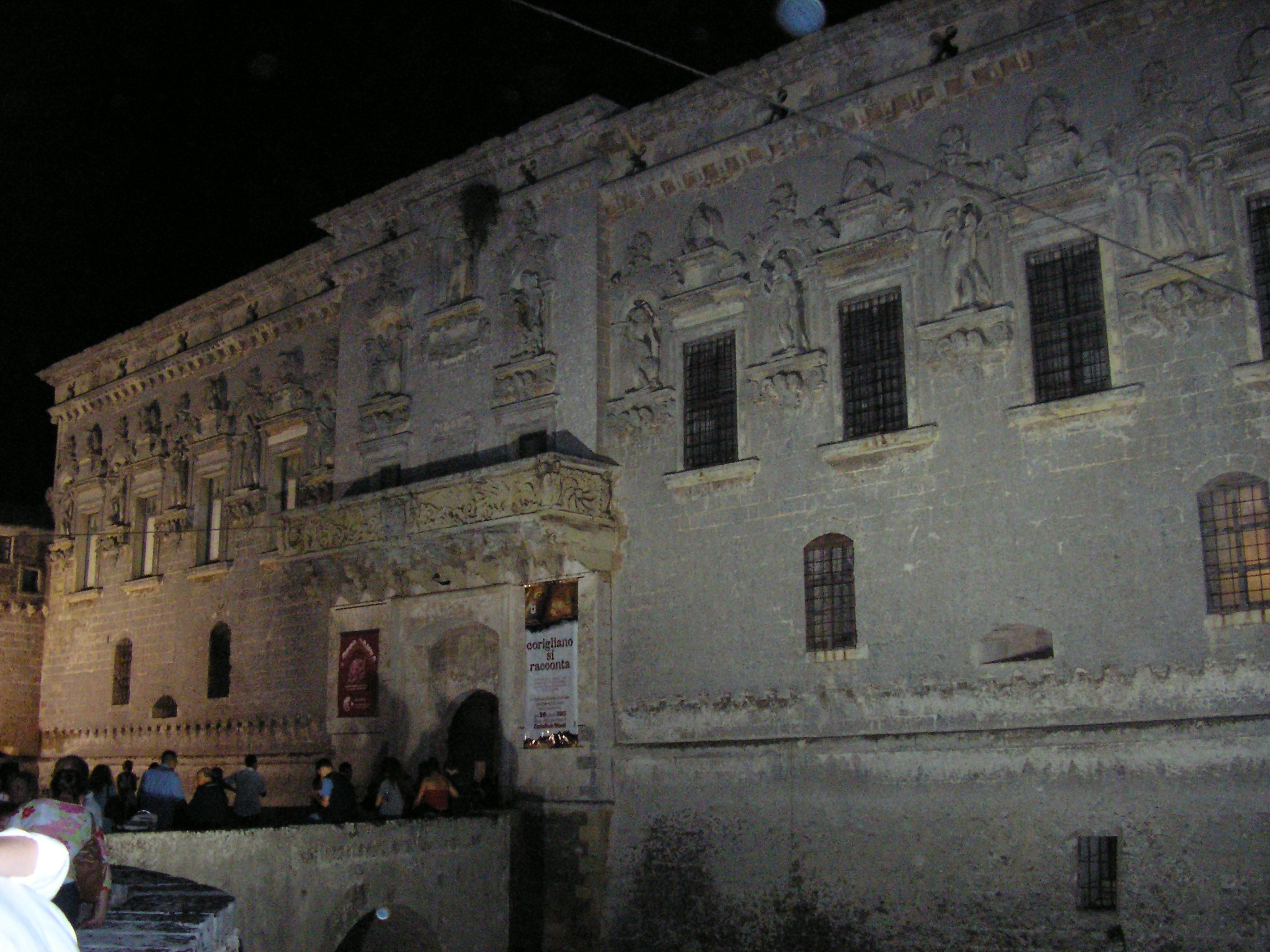

Населення — 5852 особи (2014).
Покровитель — Nicola di Mira.

## Демографія
Населення за роками:

Станом на 1 січня 2023 року в муніципалітеті офіційно проживали 163 іноземці з 27 країн, серед них 52 громадяни країн Євросоюзу та 1 громадянин України.

## Сусідні муніципалітети
- Кастриньяно-де'-Гречі
- Кутрофьяно
- Галатіна
- Мальє
- Мартано
- Мельпіньяно
- Сольяно-Кавоур
- Солето
- Цолліно